# 愛仁会看護助産専門学校
愛仁会看護助産専門学校（あいじんかいかんごじょさんせんもんがっこう）は、社会医療法人愛仁会が設置する大阪府高槻市にある専修学校である。

## 沿革
（この節の出典）
- 1980年 愛仁会看護専門学校として高槻市天神町で開校
- 1997年 愛仁会看護助産専門学校に改称し、助産課程を設置。
- 2012年 古曽部町1丁目の高槻病院隣接地において、新校舎建設着工
- 2013年 新校舎完工、移転。

## 学科
- 看護学科（3年制）
- 助産学科（1年制）

## 所在地
- 〒569-1115 高槻市古曽部町 1 丁目 3 番 33

## 最寄り駅
- JR京都線「高槻駅」[2]

## 関連施設
- 千船病院
- 高槻病院
- 愛仁会リハビリテーション病院
- 愛仁会総合健康センター
- 明石医療センター